# Derecho al vestido
El derecho a vestir adecuadamente, derecho a la ropa y zapatos o derecho al vestido está reconocido como un derecho humano en diferentes instrumentos internacionales. El derecho a la ropa, junto con el derecho a la alimentación y el derecho a la vivienda, son partes del derecho a un nivel de vida adecuado como se reconoce en el artículo 11 del Pacto Internacional de Derechos Económicos, Sociales y Culturales (PIDESC). El derecho al vestido está igualmente reconocido en el artículo 25 de la Declaración Universal de los Derechos Humanos (DUDH).

## Beneficiarios
El derecho al vestido forma parte del derecho a un nivel de vida adecuado, y como tal se considera como algo que se debe garantizar para evitar que las personas vivan por debajo del umbral de pobreza. De hecho, ir mal vestido es una señal clara de pobreza extrema:

Lo vemos en los escalofríos o el ardiente malestar de los 'mendigos', las personas sin hogar, los drogodependientes y los 'marginales', los ancianos, los inválidos, los 'niños de la calle', o simplemente, los pobres. Su situación ha provocado la condena, la culpa, el disgusto y la burla, pero en cambio nuestras creencias religiosas, morales y seculares nos exhortan a responder con amor, caridad, compasión, con empatía y con espíritu de justicia.
Dr. Stephen James A Forgotten Right? The Right to Clothing in International Law

Para ilustrar el largo alcance que tiene el derecho al vestido potencialmente, el Dr. Stephen James ha redactado una lista no exhaustiva de los beneficiarios del derecho a una vestimenta mínima. Esta lista incluye aquellos sectores de la sociedad que más sufren la falta de ropa, tales como:

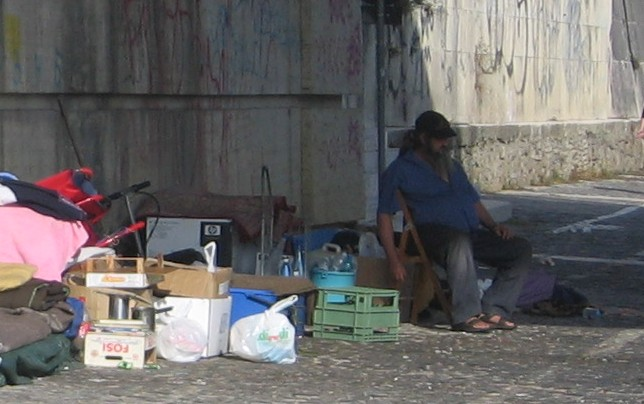
Las personas sin hogar son una parte de la sociedad que sufre en gran medida la falta de vestimenta adecuada.

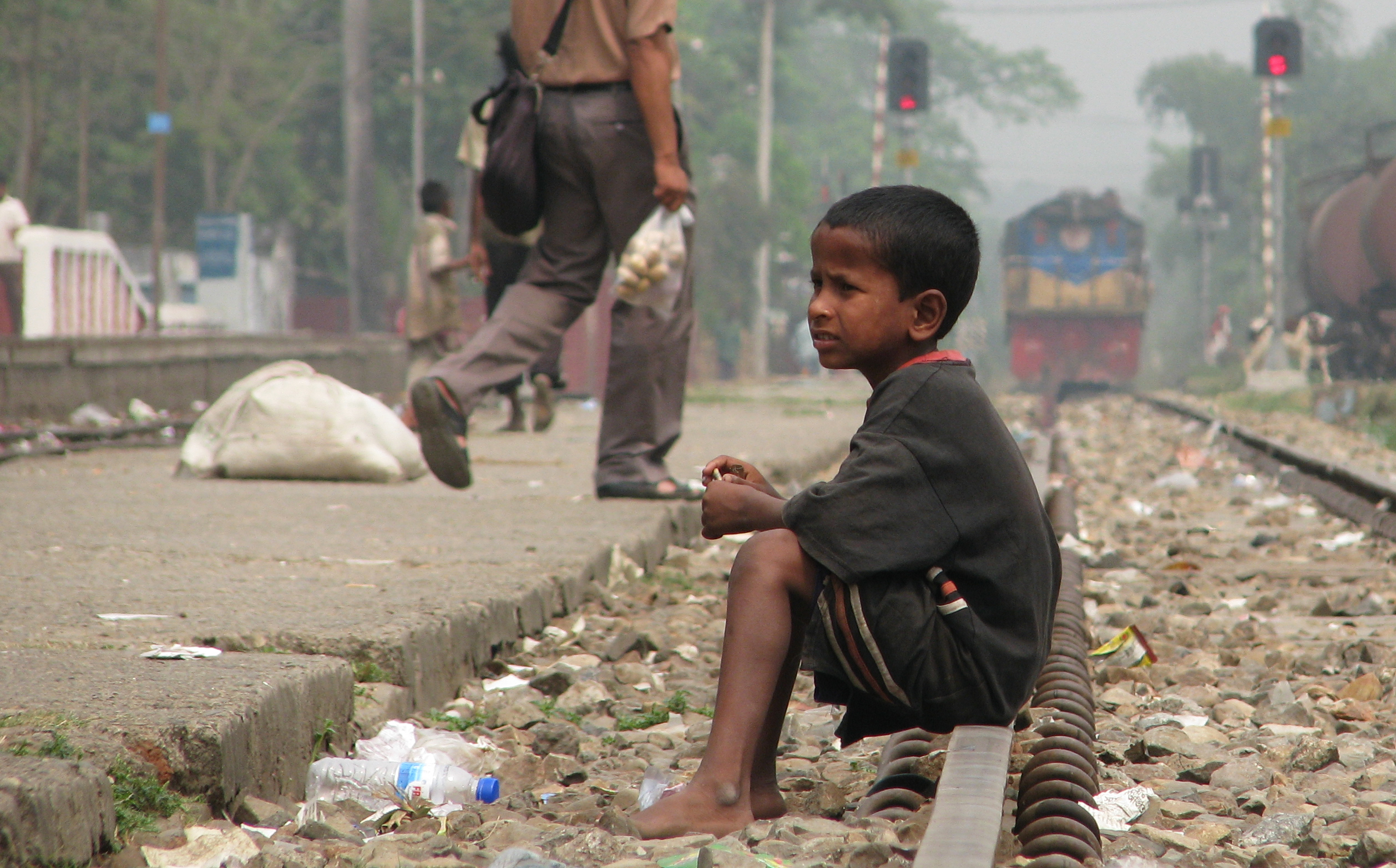
Los niños de la calle también sufren.

- Los pobres, incluidos los desempleados, subempleados y los trabajadores pobres;
- Los jubilados y otras personas dependientes de la seguridad social;
- Las personas sin hogar y otros con viviendas inadecuadas;
- Los que están en alojamientos de emergencia (por ejemplo, en refugios de mujeres), ya sean del Estado o de carácter privado (incluido el alojamiento de caridad);
- Los ancianos, ya sea con vivienda en propiedad o en alquiler, en alojamiento privado o estatal, en hogares de ancianos comerciales o de caridad, en hospitales y hospicios;
- Las personas que sufren enfermedades mentales graves o discapacitados intelectuales o físicos (que vivan en su hogar de forma independiente, con miembros de la familia o con otras personas, o en residencias, centros de día, hospitales públicos o privados y otras instituciones);
- Los niños y adolescentes, especialmente los huérfanos y los menores infractores en acogida temporal, en instituciones estatales o en centros de detención;
- Los enfermos y heridos en hospitales (o en centros de rehabilitación), incluidos aquellos en tratamientos por alcoholismo y otras dependencias a las drogas;
- Los presos, en prisión preventiva o de otro tipo;
- Los trabajadores de industrias peligrosas(por ejemplo, de industrias químicas y mineras), o que trabajan en condiciones de opresión (por ejemplo, en talleres clandestinos), cuyas vidas o salud dependen de contar con una vestimenta adecuada (incluidos los niños que trabajan);
- Los refugiados, personas en búsqueda de asilo, inmigrantes ilegales, y trabajadores migratorios (especialmente aquellos que trabajan en el mercado negro); y,
- Las víctimas de los desastres naturales, revueltas civiles, guerras civiles e internacionales (incluidos los prisioneros de guerra), las persecuciones genocidas y otros eventos traumáticos.